# Frontera entre França i Antigua i Barbuda
La frontera entre França i Antigua i Barbuda és la frontera marítima entre Antigua i Barbuda i les illes franceses de Guadeloupe (al nord) i de Martinica (al sud), regions ultraperifèriques de la Unió Europea.
Aquesta és una de les últimes fronteres sobre les que França hauria legislat després de Saint Lucia (març de 1981), Dominica (setembre de 1987) i la Gran Bretanya per Anguilla i l'illa de Montserrat (juny de 1996). Resta per determinar la zona econòmica exclusiva amb els Països Baixos.